# فاندرز فاند
فاندرز فاند (انگلیسی: Founders Fund) شرکت سرمایه‌گذاری آمریکایی است، که در سال ۲۰۰۵ از مشارکت کن هاوری، کیت رابویس، سیان بانیستر، برایان سینگرمن، لوک نوسک و پیتر تیل تأسیس شد.